# إزداد (عبد الغاية)
إزداد هو دُوَّار يقع بجماعة عبد الغاية سواحل، إقليم الحسيمة، جهة طنجة تطوان الحسيمة في المملكة المغربية. ينتمي الدوّار لمشيخة عبد الغاية التي تضم 3 دواوير. يقدر عدد سكانه بـ 1986 نسمة حسب الإحصاء الرسمي للسكان والسكنى لسنة 2004.

## روابط خارجية
- البوابة الوطنية للجماعات الترابية
- المندوبية السامية للتخطيط